# Xylocopa andarabana
Xylocopa andarabana là một loài Hymenoptera trong họ Apidae. Loài này được Hedicke mô tả khoa học năm 1938.